# Anastasio Bolívar
Anastasio Bolívar (* 1896; † 1948) war ein kolumbianischer Musiker, Dirigent, Komponist und Musikverleger.

## Leben
Schon Ende der 1910er Jahre gab Bolívar eine Reihe von Kompositionen unter der Überschrift Repertorio Latino Americano heraus. Unter dem Motto „Por el arte y por la raza“ veröffentlichte er hier u. a. Walzer, Tangos, Maxixes, Rag-Tangos, Onesteps, Danzas und Intermezzi, für die er sich die Rechte in Kolumbien, Uruguay und Argentinien sicherte. Parallel gründete er ein aus zwölf Musikern bestehendes gleichnamiges Orchester.
Gemeinsam mit Federico Corrales leitete Bolívar auch das Orquesta Colón. Später gründete er die Jazz Band A. Bolívar, mit dem er u. a. in den Hotels Regina, Granada und Atlántico, im Gun Club und im Anglo-American Club auftrat. Die Partituren ihrer Stücke verkaufte er in Bearbeitungen für unterschiedliche Besetzungen. Unter dem gleichen Namen betrieb er in den 1920er Jahren auch ein Verlagshaus, das Noten kolumbianischer Komponisten druckte und vertrieb und Notenblätter und Musikinstrumente importierte. Ende der 1920er Jahre führte er beide Formationen unter einer Musikagentur zusammen, die deren Auftritte zu unterschiedlichsten Anlässen organisierte.
Auch auf dem Gebiet der klassischen Musik war Bolívar aktiv: u. a. als Mitglied des Orquesta del Conservatorio Nacional (eines Vorläufers des Orquesta Sinfónica Nacional) eines Quartetts des Senders H.K.C. mit Alejandro Tobar, Leopoldo Carreño und Gregorio Silva und eines Quintetts mit Guillermo Uribe Holguín, Gregorio Silva, Ismael Posada und Armando Palacios. Außerdem unterrichtete er am Conservatorio Nacional de Música. Als Komponist trat er mit Stücken der zu seiner Zeit populären Genres hervor (u. a. mit dem Tango La Chocoanita).
Als er Ende der 1930er Jahre nach Mexiko ging, übernahm sein Bruder Rafael Bolívar seine Unternehmungen in Bogotá. An seine Arbeit knüpften Musiker wie Emilio Sierra und Milcíades Garavito, die Schöpfer der Rumba criolla, und in der nächsten Generation Alejandro Tobar und Lucho Bermúdez an.